# ヴァシリー・コンスタンチノヴィチ (ロストフ公)
ヴァシリー・コンスタンチノヴィチ（ロシア語: Василий Константинович、1291年 - 1316年）は、歴代ロストフ公のうちの1人である。在位：1307年 - 1316年。あるいは1316年のみ。

## 生涯
ヴァシリーはロストフ公コンスタンチン(ru)の子である。年代記上における、ヴァシリーに関する記述は2ヶ所のみである。すなわち、1291年に生まれたこと、また、1316年にジョチ・ウルスからの使者と共にロストフへ到来し、多大な被害を与えたという記述である。ヴァシリーのこの行動は、この時期進行していた、トヴェリ公ミハイル、モスクワ公ユーリーによる、ウラジーミル大公位をめぐる闘争と関連していると考えられている。
ヴァシリーの妻に関する詳細は不明であるが、フョードルとコンスタンチン(ru)という2人の子がおり、ヴァシリーの死後、2人がロストフ公国を分割して相続した。ヴァシリーの没年はおそらく1316年である。